# Tachtigjarige Oorlog, 1576–1579

Kaart van 8 november 1576 tot 23 juli 1577:
Unie van Brussel: de 16 opstandige provincies die in 1576 de Pacificatie van Gent sloten en het vertrek van alle vreemde Spaanse troepen uit de Nederlanden eisten.
Luxemburg, de enige provincie die volledig trouw bleef aan de Spaanse regering. De meeste Spaanse troepen die zich terugtrokken uit de andere provincies werden hier tijdelijk gestationeerd van eind 1576 tot medio 1577.

De periode 1576–1579 in de Tachtigjarige Oorlog vanaf de Pacificatie van Gent (8 november 1576) tot aan de Unies van Atrecht (6 januari 1579) en Utrecht (23 januari 1579) vormde een cruciale fase van het gewapend conflict tussen het Spaanse Rijk en de opstandige Verenigde Provinciën, die uiteindelijk de onafhankelijke Noord-Nederlandse Republiek zouden worden. Deze periode, die ook wel de "algemene opstand" wordt genoemd, was de enige periode van de oorlog waarin de Staten-Generaal van alle Zeventien Provinciën van de Habsburgse Nederlanden, behalve Luxemburg, gezamenlijk actief politiek en militair in opstand kwamen tegen de Spaanse rijksregering door middel van de Pacificatie van Gent. De Pacificatie formuleerde verschillende overeenkomsten tussen de opstandige provincies onderling en legde hun eisen – waaronder de onmiddellijke terugtrekking van buitenlandse (vooral Spaanse, Italiaanse en Duitse) troepen uit de Nederlanden, herstel van oude rechten en privileges en zelfbestuur – voor aan koning Filips II van Spanje.
Van 8 november 1576 tot 23 juli 1577 voerde de nieuwe Spaanse landvoogd der Nederlanden Juan van Oostenrijk (in de geschiedschrijving bekend als "Don Juan") vredesonderhandelingen met de Staten-Generaal. De Eerste Unie van Brussel (9 januari 1577) bevestigde de Pacificatie en voegde eraan toe dat de Staten de katholieke godsdienst in hun provincies zouden handhaven. Door de ondertekening van het Eeuwig Edict op 12 februari 1577 in Marche-en-Famenne aanvaardde Don Juan nominaal alle eisen van de Pacificatie. De meeste vreemde (buitenlandse) troepen trokken zich terug op het grondgebied van Luxemburg, dat zich niet bij de Pacificatie had aangesloten. Hoewel er enkele belegeringen plaatsvonden van steden met Habsburgse garnizoenen die weigerden zich terug te trekken, werden deze meestal snel opgelost door hen af te betalen; in het algemeen bood de situatie mogelijkheden om een einde te maken aan de oorlog als er overeenkomsten konden worden gesloten en nageleefd tussen de partijen.
Van 24 juli 1577 tot 6 januari 1579, te beginnen met de inname van de Citadel van Namen, lanceerden Don Juan en zijn onderbevelhebber en opvolger Alexander Farnese, hertog van Parma een militair offensief tegen de Verenigde Provinciën, terwijl ze verzoeningspogingen deden met provincies die bereid waren zich onder bepaalde voorwaarden weer aan het Spaanse koninklijk bestuur te onderwerpen. In reactie hierop toonden de Staten-Generaal in de Tweede Unie van Brussel (10 december 1577) een feller en vastberadener verzet tegen de Spaanse regering, waarbij zij nu gelijke bescherming eisten (en zelf garandeerden) voor katholieken en protestanten in alle provincies van de Nederlanden. Willem van Oranje werd de de facto politiek leider van de Verenigde Provinciën, terwijl aartshertog Matthias van Oostenrijk werd binnengehaald om Don Juan te vervangen als landvoogd.
De Slag bij Gembloers (31 januari 1578) was echter een vernietigende nederlaag voor de rebellen en velen begonnen te praten over overgave. Bovendien hadden radicale calvinisten de macht gegrepen in verschillende steden in Vlaanderen en Brabant, met name in de zogenaamde calvinistische Gentse Republiek, waardoor katholieken werden vervolgd en veel katholieke bondgenoten, die tot dan toe de opstand hadden gesteund, van zich vervreemdden en malcontenten werden. Parma slaagde erin zijn diplomatiek talent op enkele van deze malcontenten uit te oefenen en onderhandelde met verschillende katholieke edelen en regenten in verschillende zuidelijke provincies met de belofte hun belangen te respecteren in ruil voor het opgeven van de opstand. Uiteindelijk stortte het verenigde front van de Staten-Generaal op 6 januari 1579 in toen het graafschap Artesië, het graafschap Henegouwen en de stad Dowaai de Unie van Atrecht ondertekenden, met als doel terug te keren naar het katholicisme en de Spaanse regering onder gematigder eisen dan de Pacificatie. Op 17 mei 1579 ondertekenden zij een afzonderlijk vredesverdrag met de koning. In reactie daarop probeerden de meeste andere provincies en steden (vrijwel alleen in de Nederlandstalige delen van de Nederlanden) hun verbintenis met de Pacificatie en de Tweede Unie van Brussel te herbevestigen en een nog hechter politiek en militair bondgenootschap te smeden door op 23 januari 1579 de Unie van Utrecht te sluiten.

## Achtergrond
Ondanks zijn vlugge herovering van de meeste plaatsen die in 1572–1573 door de opstandelingen waren veroverd, was de hertog van Alva niet in staat de opstand in de Nederlanden neer te slaan, die medio 1573 was veranderd in een uitputtingsslag tegen de resterende rebellen in Holland en Zeeland. Na het zeven maanden durende Beleg van Haarlem vroeg en kreeg Alva in december 1573 toestemming om te worden afgelost. In zijn plaats benoemde Filips II Luis de Requesens tot landvoogd en er werd gepoogd om een nieuwe politiek van matiging te voeren. Requesens slaagde er echter niet in een beleid tot stand te brengen dat zowel voor de Spaanse koning als voor de Staten van Holland en Zeeland aanvaardbaar was. Na het Spaanse staatsbankroet op 1 september 1575 en de dood van Requesens op 5 maart 1576 zaten de Spaanse huurlingenlegers zonder soldij en leiding, wat leidde tot talrijke muiterijen. De daaruit voortvloeiende Spaanse Furie, een reeks plunderingen van steden door onbetaalde muitende Habsburgse troepen, bereikte in de loop van 1576 alarmerende proporties.

## Muiterijen en bijeenkomst Staten-Generaal (maart–november 1576)
Overeenkomstig het protocol werd het bestuur van de koningsgezinde provincies na Requesens' dood tijdelijk overgedragen aan de Raad van State in afwachting van de benoeming van een nieuwe landvoogd. De Raad werd onmiddellijk onder druk gezet door de Staten van Brabant – die op eigen initiatief bijeen waren gekomen zonder toestemming – die hun eisen uit de mislukte vredesbesprekingen van 1575 in Breda erhaalden: het wegsturen van de buitenlandse troepen, de aanstelling van ambtenaren afkomstig uit de Nederlanden in plaats van het buitenland en het bijeenroepen van de Staten-Generaal, die niet alleen adviesrecht maar ook medezeggenschap zou moeten hebben. De Raad van State kwam zo in een lastig parket, vooral toen koning Filips de Raad op 12 juni 1576 liet weten dat hij noch de bijeenroeping van de Staten-Generaal, noch verdere vredesonderhandelingen met Holland en Zeeland zou goedkeuren.
Ondertussen trokken in maart en april 1576 ongeveer 1.300 Habsburgse lichte cavaleristen, van wie sommigen al zes jaar geen soldij hadden ontvangen, naar Vlaanderen en Brabant en begonnen te plunderen. Ook toen op 30 juni 1576 het Beleg van Zierikzee eindigde met een royalistische overwinning, sloegen regeringstroepen aan het muiten. 5.300 Spaanse muiters uit Zierikzee rukten op naar Vlaanderen; na onderweg het platteland te hebben geplunderend, beroofd en afgeperst, pleegden zij de Plundering van Aalst (25 juli 1576) en gebruikten Aalst (Oost-Vlaanderen) als uitvalsbasis voor verdere plunderingen, waarbij zelfs de hoofdstad Brussel werd bedreigd. De loyale provincies hadden de koninklijke regering tot nu toe met enige tegenzin gesteund tegen de opstand, maar nu was er een koningsgezinde stad geplunderd. Onder druk van de provinciale Staten verklaarde de Raad de muiters tot staatsvijanden en machtigde de Staten van Brabant om een leger op te been te brengen om zich te verdedigen tegen zowel de muiters als de troepen van Willem van Oranje. De Brabantse Staten wierven daarna inderdaad hun eigen troepen om Brussel te beschermen. De Vlaamse Staten volgden spoedig hun voorbeeld.
Veel leden van de loyale oppositie waren echter niet tevreden met het antwoord van de Raad van State, aangezien deze nog steeds weigerde de Staten-Generaal bijeen te roepen en vredesbesprekingen met de rebellen te voeren. Op 4 september 1576 namen Brabantse soldaten onder leiding van de heer van Heeze de leden van de Raad van State gevangen te Brussel. Het is onbekend wie er achter deze staatsgreep zat; hoewel Willem van Oranje de peetvader van Heeze was, zou het ook Filips III van Croÿ (hertog van Aarschot) kunnen zijn geweest, die zelf lid was van de Raad en leider van de katholieke royalistische gematigden die vrede zochten met Willem. De volgende dag werd de pro-Spaanse regering afgezet en op 6 september stuurden de Staten van Brabant uitnodigingen naar de provincies om de Staten-Generaal bijeen te roepen. Daarmee schonden ze het koninklijk voorrecht om de Staten-Generaal bijeen te roepen en legers op de been te brengen. Aanvankelijk zouden alleen Vlaanderen en Henegouwen op de Brabantse uitnodiging ingaan. Om hun gevoel van legitimiteit te vergroten, lieten de Brabantse Staten enkele leden van de Raad weer vrij, zoals de ouder wordende Viglius, om nieuwe uitnodigingen te schrijven en te versturen.

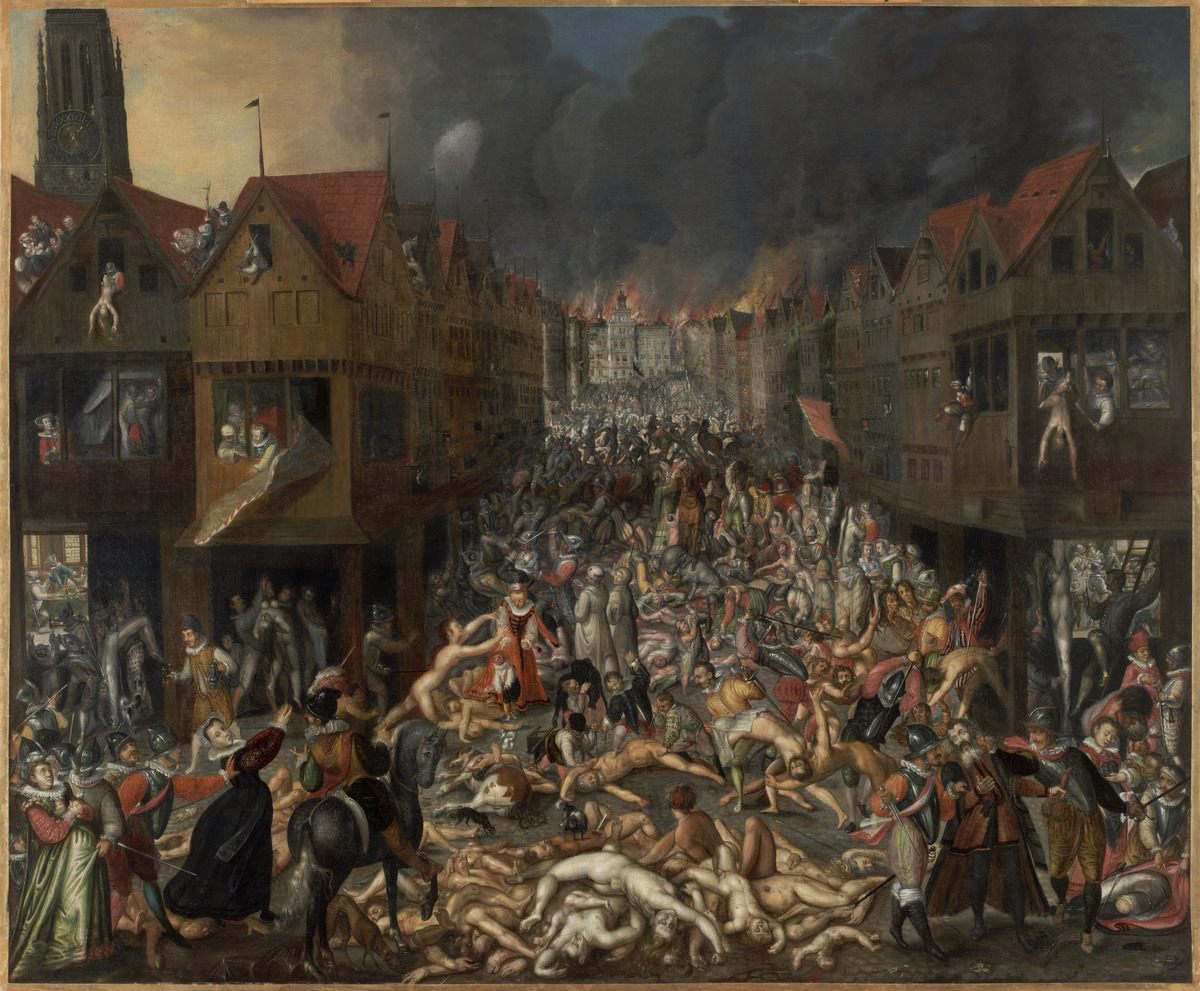
Anonieme verbeelding (geschilderd rond 1585) van de Spaanse Furie te Antwerpen (collectie Museum aan de Stroom)

De onlangs door de Brabantse Staten aangeworven troepen werden verslagen door een muitende Spaanse troepenmacht in de Slag bij Vissenaken (14 september 1576). Om verdere wreedheden in hun provincie te voorkomen, besloten de Staten van Vlaanderen tot het Beleg van het Spanjaardenkasteel (15 september – 11 november 1576), een kasteel in Gent met een Spaans garnizoen dat dreigde te gaan muiten. Ze hadden echter moeite om de aanval uit te voeren en besloten hulp te vragen aan Willem van Oranje, die eind september Hollandse soldaten naar Gent stuurde. De vergadering van de Staten-Generaal begon op 25 september 1576 en werd aanvankelijk alleen bijgewoond door vertegenwoordigers van Brabant, Vlaanderen en Henegouwen. De Staten-Generaal stelden een Raad van Oorlog in als het nieuwe hoogste orgaan van het Habsburgs-Nederlandse leger, benoemden Aarschot tot nieuwe opperbevelhebber, Filips van Lalaing (stadhouder van Henegouwen) tot luitenant-generaal en Anton van Goignies tot veldmaarschalk (marischal du camp). In oktober en november 1576 werden andere edelen benoemd in hoge militaire functies.
Intussen had de situatie als gevolg van de grootschalige muiterijen het dagelijks leven in Vlaanderen en Brabant grondig ontwricht, waar plattelandsbewoners zich bewapenden tegen de muiters (en daarvoor soms hun koeien verkochten), of vluchtten naar de veiligheid van de ommuurde steden. Ook besmettelijke ziekten verspreidden zich. Burgers probeerden de bewegingen van de muiters te beperken door wegen te blokkeren, bruggen af te breken en schepen tot zinken te brengen, waardoor het verkeer werd verstoord, inclusief de postcommunicatie die nou juist belangrijk was voor de coördinatie van gezamenlijke acties. De Spaanse Furie te Maastricht (20 oktober 1576) leidde tot nog meer Spaanse muiters die een stad plunderden en veel zichzelf verdedigende burgers mishandelden en doodden.
Delegaties van vertegenwoordigers van zuidelijke provincies als Artesië, Waals-Vlaanderen en Namen (maar niet Luxemburg noch Limburg), alsmede Utrecht, voegden zich in oktober bij de vergadering van de Staten-Generaal. Op voorstel van Willem dat Brussel te onveilig was, kwamen de Staten-Generaal in Gent bijeen. Later kwamen ook vertegenwoordigers van Holland en Zeeland in Gent aan, waar de onderhandelingen op 19 oktober begonnen. Op 3 november 1576 bereikten de verschillende vertegenwoordigers van de provincies in de Staten-Generaal te Gent een akkoord over politieke kwesties en bereidden zij onderhandelingen voor over religieuze aangelegenheden. Op 4 november 1576 culmineerde de Spaanse Furie in Antwerpen; Spaanse muiters gingen op een moorddadige en plunderende rooftocht door de stad die tot dan toe de meest welvarende van de Lage Landen was geweest. Ongeveer 8.000 mensen werden gedood of kwamen om het leven, vaak op gruwelijke wijze vermoord, terwijl ongeveer 600 huizen door brand werden verwoest. De muiters stalen ongeveer 1,5 miljoen gulden en andere kostbaarheden aan buit, waar ze drie weken over deden om uit Antwerpen weg te slepen.

## Pacificatie van Gent
Geschokt door de wreedheden in Antwerpen en elders, zochten de loyale provincies contact met de rebellen. Filips III van Croÿ, de Hertog van Aarschot, nam de regering over en stond de Staten-Generaal toe vredesonderhandelingen te beginnen met de Staten van Holland en Zeeland in de stad Gent. Iedereen was het erover eens dat de Spaanse troepen dienden te vertrekken en ze beloofden samen te vechten tegen muitende Spaanse troepen die de burgerbevolking nog meer leed en schade zouden kunnen berokkenen. Er was ook overeenstemming over de opschorting van de plakkaten tegen ketterij en gewetensvrijheid. Voor de overwegend katholieke provincies was de verwoesting aangericht door muitende buitenlandse troepen de voornaamste reden om zich aan te sluiten bij een openlijke opstand, maar formeel bleven de provincies trouw aan hun soeverein Filips II. De daaruit voortvloeiende Pacificatie van Gent werd ondertekend op 8 november 1576, slechts enkele dagen na de plundering van Antwerpen. Er werd geen overeenstemming bereikt over religie; de Pacificatie verklaarde slechts dat daarover later een definitief beleid zou worden vastgesteld. Deze vaagheid bleef een van de belangrijkste bronnen van onenigheid gedurende de korte periode waarin de 16 provincies samenwerkten in hun verzet tegen de koninklijke regering (zie #Groeiende onenigheid tussen de provincies).

## Verzoeningspogingen (november 1576 – juli 1577)

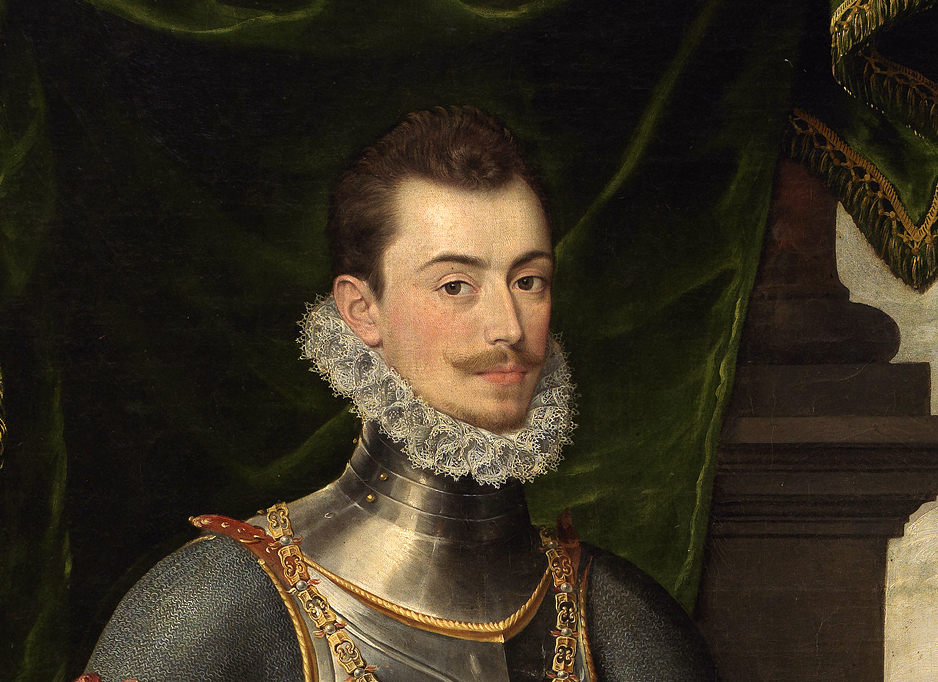
Don Juan van Oostenrijk, beroemd om zijn overwinning bij Lepanto, probeerde eerst de rebellen te sussen, maar nam in juli 1577 zijn toevlucht tot militair geweld.

De volgende regent Don Juan van Oostenrijk arriveerde op 3 november, te laat om de gebeurtenissen te beïnvloeden. De Staten-Generaal bewerkstelligden dat Don Juan instemde met de Pacificatie van Gent met het Eeuwig Edict op 12 februari 1577. In de loop van enkele maanden werden de meeste Spaanse troepen en garnizoenen teruggetrokken uit de 16 provincies naar Luxemburg, het enige gewest dat volledig trouw was gebleven aan de Spaanse kroon. Sommige religieuze vijandelijkheden tussen de Verenigde Provinciën bleven echter voortduren. Sommige garnizoenen die weigerden zich terug te trekken werden door de Staatse troepen belegerd, zoals het Beleg van Vredenburg in de stad Utrecht (december 1576 – februari 1577).

## Hervatting van de vijandelijkheden

### Don Juan's inname van Namen en Parma's offensief (juli 1577–1578)

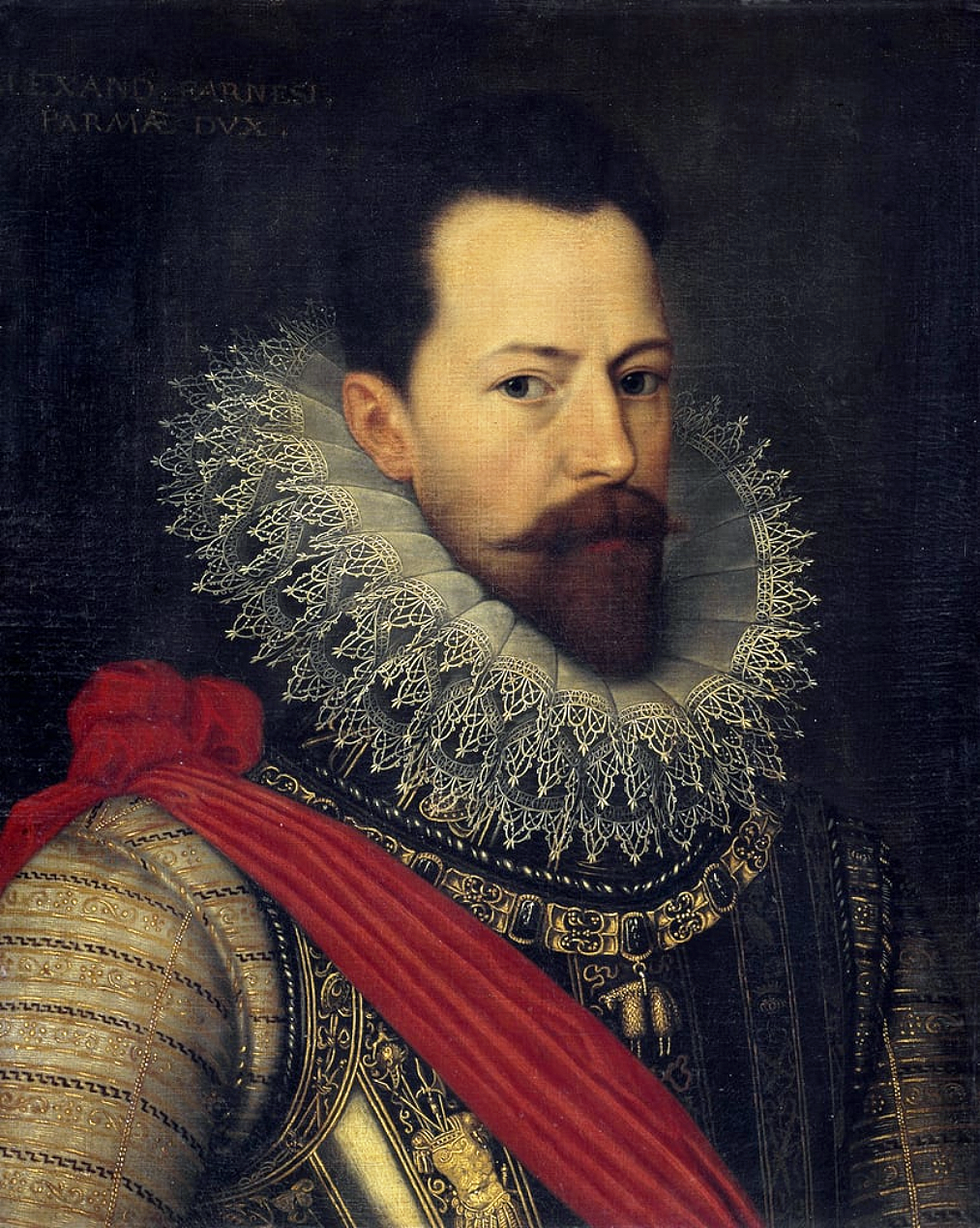
Don Alexander Farnese, prins/hertog van Parma, commandant van het Spaanse Leger van Vlaanderen 1578–1592

Don Juan brak in juli met de Staten-Generaal en nam op 24 juli 1577 met zijn leger de citadel van Namen in. De Staten-Generaal beschouwden dit als een schending van het Eeuwig Edict en verhardden hun verzet tegen Don Juan. Militaire voorbereidingen werden getroffen voor een verwachte hernieuwde vijandelijkheden op het slagveld. De Staten-Generaal van alle provincies schaarden zich achter Willem van Oranje als hun onofficiële leider, die in een kritieke periode van onrust een voorzichtige verstandhouding tussen katholieken en protestanten wist te smeden. Oranje maakte zijn triomfantelijke intocht in Antwerpen en op 22 september 1577 in Brussel, waar hij werd ontvangen alsof hij een koning was en het hoogtepunt van zijn macht bereikte. Onder het ontvangstcomité bevond zich zelfs Aarschot, die vóór de komst van Alba in 1567 Oranjes rivaal was geweest en de de facto leider van zijn majesteits trouwe oppositie in de jaren daarna. Nu omarmde hij Oranje echter als zijn bondgenoot, omdat hun belangen nu stevig samenvielen. Terwijl Oranje door de Staten de titel van ruwaard ("plaatsvervanger") van Brabant kreeg, werd Aarschot benoemd tot stadhouder van Vlaanderen en kwamen ze overeen Matthias van Oostenrijk binnen te halen om Don Juan te vervangen als gouverneur-generaal.
Filips' financiële problemen waren tegen het einde van 1577 opgelost. Dit stelde hem in staat om een nieuw Spaans leger uit Italië te sturen, onder het bevel van Alexander Farnese, de prins (later hertog) van Parma.
Met behulpe van ladingen edelmetaal in zilvervloten uit de Nieuwe Wereld was Spanje in staat om een nieuw leger onder Parma te sturen. Deze troepen arriveerden in januari 1578 en waagden zich al snel op het grondgebied van de Staten-Generaal. Parma versloeg de troepen van de Staten-Generaal in de Slag bij Gembloers op 31 januari, waardoor de royalistische strijdkrachten konden oprukken naar Leuven. Het vijfdaagse Beleg van Zichem (februari 1578), het vijfdaagse Beleg van Nijvel (maart 1578), gevolgd door de inname van Diest, Zoutleeuw, Nivelles, Chimay, Herve, Limbourg, Dalhem en Argenteau, leverden meer zeges op voor de Habsburgse regering in de omgeving van de rebellenhoofdstad Brussel.
Nieuwe troepen, aangeworven door de Staten-Generaal met steun van Elizabeth I van Engeland, versloegen op 31 juli 1578 de Spaanse legers in de Slag bij Rijmenam. De Staten-Generaal konden hun voordeel echter niet uitbuiten. Parma werd de nieuwe landvoogd (gouverneur-generaal) na de dood van Don Juan van Oostenrijk (1 oktober 1578).

### Verdrijving van koningsgezinde garnizoenen in noordelijk Brabant en Overijssel (1577–1578)

Van 24 juli 1577 tot eind 1578.
Unie van Brussel: gebieden in handen van de gematigd-rebelse Staten-Generaal
Steden ingenomen door gematigde rebellen.
Steden overgenomen door radicale calvinisten in 1577–8. De belangrijkste – Gent, Antwerpen en Brussel – staan bekend als 'calvinistische republieken'.
Gebieden in handen van Spaanse troepen

In noordelijk Brabant dwong het Beleg van Breda (1577) (augustus–oktober 1577) het Spaanse garnizoen om zich terug te trekken. De Staatse Inname van Steenbergen (1577) volgde op 14 augustus, de Inname van Bergen op Zoom op 13 september. Een rebelse Aanslag op Amsterdam (1577) (23 november) mislukte echter, en de stad zou voorlopig koningsgezind blijven.
Garnizoenen van Duitse huurlingen in Spaanse dienst, in Kampen twee compagnieën onder Von Polweiler; in Deventer 600 man, weigerden te vertrekken op bevel van de Staten-Generaal en Don Juan, totdat ze voldoende betaald hadden gekregen en beide steden zouden ontruimen. De katholieke stadhouder van Groningen, Friesland, Drenthe en Overijssel, George van Lalaing (graaf van Rennenberg), belegerde en veroverde plichtsgetrouw de twee oostelijke steden Kampen (mei–juli 1578) and Deventer (augustus–november 1578).

### Calvinistische revolutie in Vlaanderen en zuidelijk Brabant (vanaf oktober 1577)
Ondertussen hadden radicale calvinisten onder leiding van Jan van Hembyse en François van Ryhove op 28 oktober 1577 de macht gegrepen in Gent en de stad veranderd in de Gentse Republiek, de machtigste van een reeks calvinistische republieken die in Vlaamse en Brabantse steden ontstonden. De pas benoemde Vlaamse stadhouder Aarschot, de grootbaljuw van Gent en de bisschoppen van Brugge en Ieper werden gevangengenomen en opgesloten. Naar het voorbeeld van de Brusselse republiek (waar Olivier van den Tympel op 23 september 1577 was benoemd tot militair gouverneur), werd er een Comité van XVIII ingesteld met Hembyse as de eerste schepen voor het bestuur van stad en graafschap. Het nieuwe regime vestigde een protestantse theocratie die katholieke geestelijken zwaar vervolgde. Het was ook militair expansionistisch en nam de controle over van andere steden in het graafschap Vlaanderen, waar soortgelijke calvinistische comités werden opgericht. Hembyse werd gesteund door calvinistische predikers zoals Pieter Datheen en Herman Moded in zijn anti-katholieke politiek. Ryhove bewapende burgers en nam buitenlandse (Engelse en Schotse) huurlingen in dienst, waardoor de Gentse Republiek grote delen van het graafschap Vlaanderen onder controle kon krijgen. Tegen juli 1578 had de calvinistische republiek Kortrijk, Menen, Ieper, Ronse en Brugge veroverd en in elk ervan een Comité van XVIII opgezet. Voorts werden de steden Oudenaarde, Axel, Hulst, Sint-Niklaas, Duinkerke, Sint-Winoksbergen, Veurne en andere werden bezet door de calvinisten, terwijl Deinze en Dendermonde zich vrijwillig aansloten bij de Gentse beweging. In 1579 werd Wetteren geplunderd. Elke stad die een revolutie meemaakte, werd het toneel van beeldenstormen en geweld tegen katholieke geestelijken. De Gentse radicalen probeerden een leidende rol te spelen in de anti-Spaanse opstand, die ze zagen als een godsdienstoorlog tegen de paapse katholieke ketterij. Dit bracht hen in conflict met de gematigde Willem van Oranje, wiens beleid erop gericht was katholieken en protestanten te verzoenen en te verenigen in hun gezamenlijke grieven tegen de Spaanse regering, waarbij hij vrijheid van geweten voor iedereen voorstond en nog niet per se streefde naar onafhankelijkheid.

### Hollandse defensieve voorbereidingen en AmsterdamseAlteratie(1576–1578)
Holland was begonnen met de bouw van een verdedigingsring van sterforten (trace italienne) om de Spaanse legers die rondom hun landen trokken tegen te houden. Tot de nieuwe forten behoorden Geertruidenberg, Zevenbergschen Hoek (beide aan de overkant van het Hollands Diep in Brabant, omdat de noordoever van die zeearm dunbevolkt was), Gorinchem, kasteel Loevestein en Woudrichem (bij belangrijke samenvloeiingen van rivieren), Muiden en Naarden (aan de oostelijke invalswegen van Amsterdam).
De overgebleven koningsgezinde steden in Holland werden voor de zaak van de rebellen gewonnen. Haarlem, Weesp en Muiden zwoeren op 22 januari 1577 trouw aan Oranje als stadhouder voor de Staten-Generaal. Amsterdam bleek lastiger, omdat het stadsbestuur zich meer vastberade koningsgezind opstelde. Bovendien had het reden tot klagen omdat de Watergeuzenvloot in strijd met de Pacificatie de Amsterdamse handel informeel bleef blokkeren. Toen hulp van Don Juan niet haalbaar bleek, vroeg Amsterdam in september 1577 om een schikking. De Staten van Holland gaven er echter de voorkeur aan om de stad met geweld te onderwerpen, in plaats van onderhandelingen aan te gaan (ondanks de vermaningen van Oranje). Opstandige troepen begonnen Amsterdam te belegeren, maar dankzij bemiddeling van de Staten van Utrecht (een provincie die tijdens de Opstand consequent aan de kant van de koningsgezinden had gestaan) werd op 8 februari 1578 een "Satisfactie" overeengekomen. Calvinistische bannelingen zouden mogen terugkeren, maar ze zouden niet vrij zijn om hun eigen religie te belijden; alleen de katholieke godsdienst zou worden gepraktiseerd. (Dit was het spiegelbeeld van de situatie elders in Holland, waar calvinisten openlijk beleden en katholieken privédiensten hielden in schuilkerken). De oude milities zouden worden heropgericht en Amsterdam zou niet aansprakelijk zijn voor schulden van de Staten die tijdens de Opstand waren aangegaan. Nadat de bannelingen waren teruggekeerd, pleegden ze op 24 mei 1578 echter een bloedeloze staatsgreep, waarbij ze het stadsbestuur afzetten en de leden ervan uit de stad verdreven. Deze zogeheten "Alteratie" bracht Amsterdam weer volledig in de plooi van de Noord-Nederlandse provincie en elimineerde de strategisch gevaarlijke kier die het in zijn harnas had gevormd.
Bondgenootschappen werden gesloten tussen Holland, Utrecht en Gelre om gezamenlijk de grensverdediging te versterken. Hierdoor werden veel steden in Holland overbezet met garnizoenen, terwijl compagnieën huursoldaten in dienst van de Staten-Generaal werden gesteld. Dit maakte het mogelijk garnizoenen op te richten in de zuidelijke provincies (onder andere in Mechelen, Antwerpen, Brussel en Maastricht) en Hierges te bestrijden vanuit Utrecht. Daarnaast overtuigde het de Duitse soldaten van Nicolaas von Polweiler om Kampen (20 juli 1578) en Deventer (18 november 1578) in Overijssel over te geven. Tegelijkertijd hadden 12 Hollandse compagnieën in 1577–1578 geen succes bij hun belegering van Roermond in Opper-Gelre; het koningsgezinde garnizoen deed een uitval en verjoeg de Staatse belegeraars in januari 1578.

## Groeiende onenigheid tussen de provincies
Hoewel de belangen van Holland en de Staten-Generaal in deze zin aanvankelijk samenvielen, begonnen ze uiteen te lopen naarmate Parma gestage overwinningen boekte in het zuiden. Voor Willem van Oranje en de Staten-Generaal was Brabant het belangrijkste strijdtoneel van de oorlog, maar tegen 1579 had Holland er meer belang bij om zijn troepen in te zetten om zijn bondgenoten in de oostelijke provincies te beschermen. Hetzelfde gold voor het geld, dat misschien nog wel belangrijker was. Omdat Holland steeds minder bereid was om de oorlog voor de Staten-Generaal te helpen financieren, werd de militaire situatie voor de Staten-Generaal steeds nijpender, waardoor Parma bedreigende overwinningen kon boeken in de richting van gebieden van strategisch belang voor Holland in het oosten etc.; een vicieuze cirkel met andere woorden. Als de Hollandse regenten de strategische implicaties van Parma's opmars hadden gezien, zoals Willem, zouden de dingen misschien anders zijn gelopen, maar dat deden ze niet. In plaats daarvan gaven ze de voorkeur aan het formaliseren van een defensieve unie met hun inmiddels over het algemeen vriendelijke oostelijke en noordelijke buren. De Staten van Holland richtten zich steeds meer op de belangen van de noordelijke provincies en ondanks Willems waarschuwingen formaliseerde Holland op 23 januari de defensieve Unie van Utrecht met zijn oostelijke en noordelijke buren.

## Unies van Atrecht en Utrecht (januari 1579)

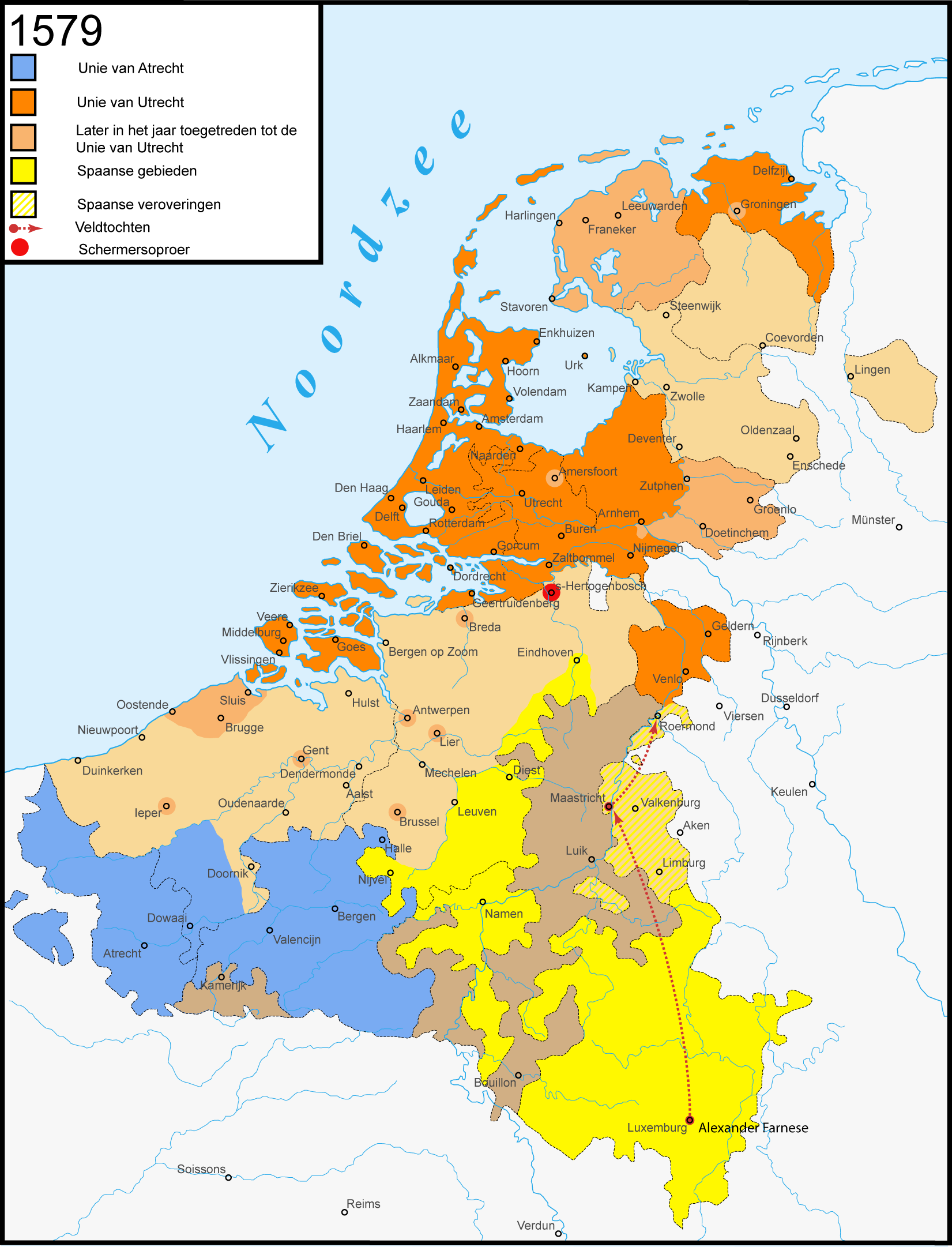
De Unies van Utrecht en Atrecht

Op 6 januari 1579 verlieten de katholieke edelen van de graafschappen Artesië en Henegouwen en van de stad Dowaai het bondgenootschap dat was overeengekomen bij de Pacificatie van Gent. Onder impuls van de nieuwe Spaanse gouverneur-generaal Farnese en geschokt door het agressieve calvinisme ondertekenden zij de Unie van Atrecht (Arras), waarmee ze hun loyaliteit aan de Spaanse koning uitspraken. Dit betekende een vroegtijdig einde van het doel van verenigd verzet tegen de aanwezigheid van buitenlandse troepen in de Nederlanden, misbruik van koninklijke macht en religieuze intolerantie, dat minder dan drie jaar eerder was overeengekomen.
In reactie op de Unie van Atrecht verenigden de provincies Holland, Zeeland, Utrecht, Gelre en Groningen zich op 23 januari in de Unie van Utrecht (1579); Brabant en Vlaanderen sloten zich een maand later in februari 1579 aan. In feite waren de Zeventien Provinciën nu verdeeld in een zuidelijke groep die loyaal was aan de Spaanse koning en een opstandige noordelijke groep. Ondertussen legde Parma op 12 maart 1579 het beleg voor Maastricht; zijn troepen trokken de stad op 29 juni binnen. Parma en zijn ondergeschikten konden niet voorkomen dat de soldaten van de koning een bloedbad aanrichtten onder het garnizoen en de burgers van Maastricht.